# غلاديس هانسن
غلاديس هانسن (بالإنجليزية: Gladys Hansen)‏ هي أمينة الأرشيف وأمينة مكتبة أمريكية، ولدت في 12 يونيو 1925 في بيركيلي في الولايات المتحدة، وتوفيت في 5 مارس 2017 في سان فرانسيسكو في الولايات المتحدة.